# マツシマタヨリ
マツシマ タヨリ（1994年12月15日 - ）は、神奈川県横浜市出身の日本の格闘家。シーザージム浅草所属。兄は総合格闘家の松嶋こよみ。

## 来歴
2歳から極真空手を始め、柔道、レスリング、キックボクシング、グラップリングをパンクラス横浜道場で学んだ。横浜国立大学教育学部附属横浜小学校、横浜国立大学教育学部附属横浜中学校と進学校を卒業後、レスリングの名門校である京都府立網野高等学校に進学。大学は 法政大学の文学部哲学科に入学し、在学中にプロデビューを果たす。
2016年4月16日にプロデビュー後、レスリングベースの豪快な投げを武器に7連勝を記録し、シュートボクシングの次世代を担う若手として存在感を強めた。
2017年9月16日には『SHOOT BOXING 2017 act.4』にて天才柔術家クレベル・コイケから白星を上げるも2017年12月に自身のSNS上で活動休止を宣言した。
自身の試合用コスチュームのデザインやスニーカー収集を趣味として、YouTubeでスニーカーの紹介をするなど、マルチな活動をしていた。

## 戦績
| 日付           | 対戦相手         | 結果       | 大会名                           |
| -------------- | ---------------- | ---------- | -------------------------------- |
| 2017年9月16日  | クレベル・コイケ | 3R判定勝ち | SHOOT BOXING 2017 act.4          |
| 2017年6月16日  | 奥山貴大         | 3RKO負け   | SHOOT BOXING 2017 act.3          |
| 2017年4月8日   | 朝倉豊樹         | 3R判定勝ち | SHOOT BOXING 2017 act.2          |
| 2017年2月11日  | ラムツォンフォン | 3R判定勝ち | SHOOT BOXING 2017 act.1          |
| 2016年12月18日 | Rada             | 2R KO勝ち  | ヤングシーザー杯in花やしき〜act4 |
| 2017年9月19日  | 魔破DATE         | 3R判定勝ち | SHOOT BOXING 2016 act.4          |
| 2016年8月21日  | 太田祐稀         | 3R判定勝ち | ヤングシーザー杯in花やしき〜act3 |
| 2016年6月5日   | 白川太一         | 3R判定勝ち | SHOOT BOXING 2016 act.3          |
| 2016年4月16日  | 木口大輔         | 2R KO勝ち  | ヤングシーザー杯in花やしき〜act1 |